# التهاب اللثة والفم الهربسي
التهاب اللثة والفم (ويعرف أيضا بالتهاب اللثة والفم الهيربسي الابتدائي أو هيربس الشفة Orolabial Herpes) وهو يضم التهاب اللثة والتهاب الفم، أو التهاب الغشاء المخاطي للفم واللثة. التهاب اللثة والفم الهيربسي عادة يكون العَرَض الأول للإصابة بالهيربس البسيط (هربس) لأول مره. وهو أكثر خطورة من هيربس الشفة (Herpes labialis)(قرحه الزكام و/أو هيربس الحمى والتي تكون عادة عَرَض لاحق. هيربس الفم واللثة الابتدائي هو الأكثر انتشارا ما بين العدوى الفيروسية للفم.
التهاب اللثة والفم الفيروسي الابتدائي يمثل نمط العَرَض السريري للإصابة بفيروس الهيربس البسيط الابتدائي. وان الغالبية العظمى للإصابة الابتدائية بالعدوى تكون بلا أعراض. التهاب الفم واللثة الهيربسي الأولي يسببه بالدرجة الأولى فيروس هيربس 1 (HSV 1) ويؤثر بشكل رئيسي على الأطفال. ويُظهر أعراض بادريّه كالحمّى، فقدان الشهية، تهيّج، توعك وصداع، قد تحدث مع تقدم المرض. يظهر المرض كحويصلات متعددة تشبه رأس الدبوس، والتي تتفتق سريعاً لتشكل تقرّحات مؤلمه غير منتظمة يغطيها غشاء أصفر أو رمادي اللون. التهاب الغدة اللمفيه تحت الفك السفلي، رائحة الفم الكريهة (بخر فموي)والامتناع عن الأكل هي عاده حالات مصاحبه.

## الأعراض

قرحه الهيربس تظهر على اللثة
.

الأعراض قد تكون لطيفه أو حادة وقد تتضمن:
- عدم القدرة على المضغ أو البلع.
- قرحه على داخل الخد واللثة.
- حمى.
- عدم الارتياح والانزعاج والشعور العام بالمرض.
- قرحه شديدة على الفم وعدم الرغبة بالأكل.
- رائحة الفم الكريهة.

### التشخيص التفريقي
أعراض التهاب اللثة والفم قد تشخص بشكل خاطئ في الأطفال الرضع على أنها مرحلة ظهور الأسنان. «يبدأ بزوغ الأسنان اللبنية بوقت متزامن مع الوقت الذي يفقد فيه الطفل الرضيع حماية الأجسام المضادة المستمدة من الأم ضد الهيربس. أيضاً، هناك تقارير بشأن مشاكل ظهور الأسنان teething difficulties سجلّت أعراض تتوافق على نحو كبير مع أعراض عدوى الهيربس الابتدائي كالحمّى، والتهيج، أرق، وصعوبة الأكل.»  «الأطفال حديثي الولادة لديهم مستوى الأجسام المضادة من الأم أعلى لذلك يواجهون عدوى اقل شده وبالتالي من غير المتوقع تشخيصهم بمشاكل ظهور الأسنان.» 
التهاب اللثة والفم يجب أيضاً أن يتم تفريقه عن الذبّاح الهيربسي herpangina وهو مرض آخر يسبب قرحه في الفم عند الأطفال، الذي يسببه فيروس كوكساكي أ Coxsackie A بدلا من الهيربس. في حاله الإصابة بالذبّاح الهيربسي فإنه عاده ما تكون القرحة منعزلة في الحنك الرخو soft palate والعماد الأمامي للحلق anterior pillar. في حاله التهاب اللثة والفم الهيربسي يمكن أن تكون القرحة في هذه الأماكن ولكنها في الغالب تكون متزامنة مع القرحة على اللثة والشفاه واللسان وداخل الخد وقد تكون مصاحبه بفرط الدم وتضخم ونزيف اللثة.

## العلاج
يتضمن العلاج تناول السوائل والعناية الجيدة بنظافة الفم للحث على التخلص من الأنسجة المصابة في الفم Debridement. في الأفراد الأصحاء تشفى القرحة تلقائيا في غضون 7-14 يوم بلا ندبة.

## وصلات خارجية
- Underlying Causes at wrongdiagnosis.com
- CDC Case Definition: Mercury (Elemental)